# 알랭 드 베누아
알랭 드 베누아 (Alain de Benoist, /də bəˈnwɑː/ 1943년 12월 11일 출생)는 Fabrice Laroche, Robert de Herte, David Barney 등의 필명으로도 알려져 있으며, 프랑스의 정치철학자이자 언론인이며, 누벨 드로이트(프랑스의 신우파)의 창립 멤버이자 민족주의 싱크 탱크 GRECE의 리더이다.
주로 독일 보수 혁명 사상가들의 영향을 받은 드 베누아는 기독교, 인권 선언, 신자유주의, 대의 민주제, 평등주의, 이러한 가치를 구현하고 증진하는 것으로 그가 보는 것, 주로 미국에 반대한다. 그는 개인과 국경에 접한 민족문화 지역을 보존하고 상호 존중하는 개념인 민족다원주의 개념을 이론화했다.
그의 작업은 미국 대안 우파 운동에 영향을 미쳤으며 그는 리처드 스펜서가 주최한 National Policy Institute 컨퍼런스에서 정체성에 대한 강의를 했다. 그러나 그는 이 운동과 거리를 뒀다.

## 전기

### 가족
알랭 드 베누아는 1943년 12월 11일 상트르발드루아르의 Saint-Symphorien(현재 Tours의 일부)에서 이름이 역시 알랭 드 베누아인 겔랑의 영업 책임자와 제르멘 드 베누아(옛 성은 Langouët)의 아들로 태어났다. 그는 부르주아 가톨릭 가정에서 자랐다. 그의 어머니는 노르망디와 브르타뉴의 중하류 계층 출신이었고 그의 아버지는 벨기에 귀족이었다.
제2차 세계대전 중 그의 아버지는 프랑스 레지스탕스 무장 단체인 프랑스 국내군의 일원이었다. 그는 스스로를 드골주의자라고 선언했으나 그의 아내 제르멘은 다소 좌파적이었고 드 베누아의 대가족은 갈등 중에 자유 프랑스와 비시 프랑스로 분열됐다. 그의 친 할머니인 이본 드 베누아는 귀스타브 르 봉의 비서였다. 드 베누아는 또한 프랑스 상징주의 화가 귀스타브 모로의 조카이기도 하다.